# Еленин дух
Еленин дух (шп. El fantasma de Elena) америчка је теленовела, продукцијске куће Телемундо, снимана 2010.
У Србији је емитована током 2010. и 2011. на Првој телевизији.

## Радња
Елена Лафе одрасла је уз свог оца у малом хотелу на обали мора. Иако је страствена, одана и искрена, никада није упознала чари праве љубави. Пасионирани је љубитељ коња и узгаја свог под именом Хитано (Циганин).
Едуардо Хирон је млад, леп, богат и атрактиван предузетник, припадник једне од најутицајнијих породица, који крије мрачу страну своје прошлости. Годину дана раније оженио се једном од својих рођака, Еленом Калкањо, која се на дан венчања бацила са највишег торња резиденције и тако трагично окончала свој живот, а њена смрт никада није потпуно расветљена. 
Након тог догађаја, Едуардо се удаљава од породице и одлази на пут, доживљава несрећу у близини хотела Елене Лафе, где га она проналази и спашава. Током његовог опоравка, међу њима се рађа љубав, која ускоро бива крунисана венчањем. Згодни младић одводи Елену на своје имање, где ће сам помен њеног имена изазвати раздор у породици, јер подсећа на покојну Елену Калкањо. 
Едуардови најближи непријатељски су настројени према Елени Лафе, те чине све да јој загорчају живот. Међутим, то девојку неће толико узнемирити, колико мистериозни шумови и гласови који допиру са врха торња - истог оног места које је за живота било уточиште Елене Калкањо, у коме је она проналазила свој мир и са кога се, пре годину дана, бацила.
Уморна од неговања успомене на покојну Едуардову жену и звукова који јој не дају мира, Елена Лафе одлучује да провали у собу на врху торња и тада почиње њена ноћна мора. Отвара Пандорину кутију, из које ће изаћи многе мрачне тајне о Едуарду, његовој породици, али и њој самој. Почиње тешка битка, коју ће две жене водити за љубав истог мушкарца. Елена Лафе бориће се свим силама са земље, док ће Елена Калкањо учинити све да задржи Едуарда - из света мртвих.

## Улоге
| Глумац:            | Улога:                           |
| ------------------ | -------------------------------- |
| Елизабет Гутијерез | Елена Лафе                       |
| Сегундо Сернадас   | Едуардо Хирон                    |
| Ана Лајевска       | Елена Калкањо / Данијела Калкањо |
| Фабијан Риос       | Монтекристо Паласиос             |
| Кати Барбери       | Ребека де Хирон                  |
| Марица Бустаманте  | Корина Сантандер                 |
| Карлос Монтиља     | Дарио Хирон                      |
| Елус Пераза        | Латоња                           |
| Хенри Зака         | Алан Мартин                      |
| Марисол Калеро     | Нена Очоа                        |
| Хуан Пабло Љано    | Валтер                           |
| Виктор Корона      | Калима                           |
| Беатриз Монрој     | Хесуса                           |
| Сули Монтеро       | Маргот Ускатеги                  |
| Ванда Дисидро      | Лаура Луна                       |
| Џесика Мас         | Дулсе                            |
| Лијанет Борего     | Милејди                          |
| Џули Ферејра       | Сандра                           |
| Исабела Кастиљо    | Андреа Гирон                     |
| Браулио Кастиљо    | Томас Лафе                       |
| Ева Тамарго        | Маријела                         |
| Адријан Карвахал   | Бенхамин Хирон                   |
| Маурисио Енао      | Мичел Мајерстон                  |
| Аријел Тексидо     | Тулио                            |
| Мореља Силва       | Лептирица                        |
| Александра Помалес | Лусија Мајерстон                 |
| Ернесто Тапија     | Панчо                            |
| Карен Гарсија      | Клара де Мајерстон               |
| Лесли Стеварт      | Вики                             |